# Love Me (film)
Pour les articles homonymes, voir Love Me.
Pour plus de détails, voir Fiche technique et Distribution.
Love Me est un film français réalisé par Laetitia Masson, sorti le 23 février 2000.

## Synopsis
Gabrielle est folle d'un chanteur nommé Lennox qui ne croit plus à l'amour. Il finit par s'émouvoir de ses efforts continus, mais elle cherche aussi à échapper à la réalité.

## Fiche technique
- Titre : Love Me
- Réalisation : Laetitia Masson
- Scénario : Laetitia Masson
- Photographie : Antoine Héberlé
- Musique : John Cale
- Pays de production :  France
- Genre  : drame
- Durée : 107 minutes
- Date de sortie : 23 février 2000

## Distribution
- Sandrine Kiberlain : Gabrielle Rose
- Johnny Hallyday : Lennox
- Jean-François Stévenin : Carbonne
- Aurore Clément : La mère de Gabrielle
- Julie Depardieu : Barbara
- Anh Duong : Gloria
- Salomé Stévenin : Gabrielle à 15 ans
- Christine Boisson : La maîtresse de maison
- Elie Semoun : L'amoureux
- Julian Sands : Le marin
- Electra Weston : La serveuse au Blue Moon
- Ken Samuels : L'inspecteur américain
- Stephen Croce : Bill
- Thomas M. Pollard : Le chauffeur de bus
- Cynthia McPherson : L'officier des douanes
- Little Bob : L'homme qui écoute Gabrielle Chanter
- Ludovic Lavaissière : Un client du Casino
- Fabien Giameluca : Client de Casino pendant le Concert de Johnny Hallyday